# Bikuña
Bikuña en basque ou Vicuña en espagnol est une commune ou une contrée appartenant à la municipalité de San Millán dans la province d'Alava, située dans la Communauté autonome basque en Espagne.
Le village se trouve à 30km de la ville de Vitoria. Le nom dérive de Bekoña « colline du bas » et fait partie village abandonné de Berececa
Le village est le berceau et l'origine de l'ancienne lignée des Vicuña, d'où viennent de célèbres chevaliers tels que Sancho Sánchez de Vicuña (es), qui au-delà des domaines importants qu'ils possédaient dans l'Álava avaient des ramifications à Guipúzcoa, dans les villes de Azcoitia et Legazpia, dans le Royaume de Navarre, dans les villages d'Olejua et Mues et dans la ville de Los Arcos, et postérieurement à divers endroits d'Espagne et d'Amérique.